# Aerotoxisches Syndrom
Das Aerotoxische Syndrom ist ein 1999 geprägter Begriff, der unterschiedliche gesundheitliche Beschwerden durch verunreinigte Atemluft in der Kabine eines mit Turbinen-Strahltriebwerk angetriebenen Flugzeuges beschreibt. Es wird nicht als Krankheitsentität anerkannt, da die von einigen Stellen postulierte Kausalität zwischen Kabinenluftqualität und gesundheitlichen Beschwerden nicht wissenschaftlich bewiesen ist. Im Zentrum der Ursachenforschung liegt das weit verbreitete Zapfluftsystem, das Druckluft aus dem in Gasturbinen verdichteten Luftstrom für die Flugzeugkabine ableitet. Die Debatte über die Anerkennung des Aerotoxischen Syndroms, vor allem als Berufskrankheit, wurde im Verlauf der Geschichte durch die Frage nach zulässiger Evidenz und von wissenschaftspolitischen Aspekten geprägt. Aktuell hat noch keine abschließende juristische Beurteilung zum Thema Berufskrankheit und Arbeitsunfall stattgefunden.

## Geschichte
Seit den 1950er Jahren spielt die kommerzielle Luftfahrt eine entscheidende Rolle im Transportwesen. Durch den Flug in großen Höhen sind Flugzeuge auf Umweltsysteme angewiesen, welche die Außenluft in eine warme, sauerstoffreiche und druckregulierte Atmosphäre innerhalb einer Flugzeugkabine umwandeln. Seit Mitte der 1950er Jahre wird die Kabinenluft bei den meisten Flugzeugherstellern als Zapfluft (englisch bleed air) aus dem Verdichtungsraum der Turbine abgeleitet. Obwohl die Zapfluftkonstruktion Vorteile gegenüber anderen Systemen bietet, erhöhte sie auch das Risiko, dass die Kabinenluft der Triebwerksumgebung ausgesetzt wird, die theoretisch verbranntes (pyrolysiertes) Triebwerksschmiermittel enthalten kann. Da Schmiermittel für Flugzeugtriebwerke zahlreiche Stoffe, darunter häufig Trikresylphosphate, enthalten, wurden diese zu einem zentralen Thema in den Debatten über das Aerotoxische Syndrom.
Im Jahr 1953 beklagten Besatzungen des Langstreckenbombers Boeing B-52 Stratofortress über Rauch- und Geruchsbildung. Boeing untersuchte das Problem mit Unterstützung der US-Regierung und des US-Militärs. Die Untersuchungen bestätigten, dass es zu Rauchentwicklungen kam, ohne das Gefährdungspotenzial näher zu untersuchen. Sie stellten fest, dass technische Veränderungen an den Flugzeugen das Problem verringern könnten. Als 1955 die United States Air Force den Verdacht auf kontaminierte Kabinenluft bei der Martin B-57A untersuchte, löste dies erstmals weiterführende wissenschaftliche und toxikologische Untersuchungen aus.
Beginnend in den 1980er Jahren berichteten einige Piloten und Flugbesatzungen von Verkehrsflugzeugen in den USA, dem Vereinigten Königreich und Australien über eine Krankheit, die ihrer Meinung nach durch die Exposition gegenüber kontaminierter Kabinenluft verursacht wurde. Vor den 1980er Jahren war Tabakrauch in Flugzeugen eine Hauptquelle der Luftverschmutzung, und erst mit dem Aufkommen von Rauchverboten in den späten 1980er und frühen 1990er Jahren konnten andere Schadstoffe in der Kabine untersucht werden. Im Jahr 1999 wurde von einigen Personen erstmals der Begriff „Aerotoxisches Syndrom“ für Krankheiten geprägt, von denen angenommen wurde, dass sie durch kontaminierte Kabinenluft aus Flugzeugen mit Turbinenantrieb resultierten. In Berichten aus den 2000er Jahren wurde eine Inzidenzrate von 1,5 % bis 0,05 % angegeben. Bestimmte Fluggesellschaften wiesen eine höhere Inzidenzrate auf als andere, und bestimmte Flugzeugtypen waren besonders anfällig.
Debatten über die Anerkennung des Aerotoxischen Syndroms wurden im Verlauf der Geschichte durch Wissenschaftspolitik und die Frage darüber geprägt, was zulässige Evidenz für kausale Zusammenhänge darstellt. Trotz zahlreicher wissenschaftlicher Untersuchungen und aktivistischer Bestrebungen, das als „Aerotoxisches Syndrom“ bezeichnete Leiden als Berufskrankheit anerkennen zu lassen, wurde es bisher nicht als Krankheitsentität anerkannt, da sämtliche kausale Zusammenhänge umstritten sind.

## Symptome und Diagnose
Es existieren keine diagnostischen Kriterien. Berichte über Symptome, die mit dem Aerotoxisches Syndrom in Zusammenhang gebracht werden, sind vielfältig und heterogen. Es gibt keine wissenschaftlichen Beweise, die einen kausalen Zusammenhang zwischen diesen Symptomen und dem Einatmen verunreinigter Kabinenluft belegen.

## Kabinenluftqualität und staatliche Eingriffe

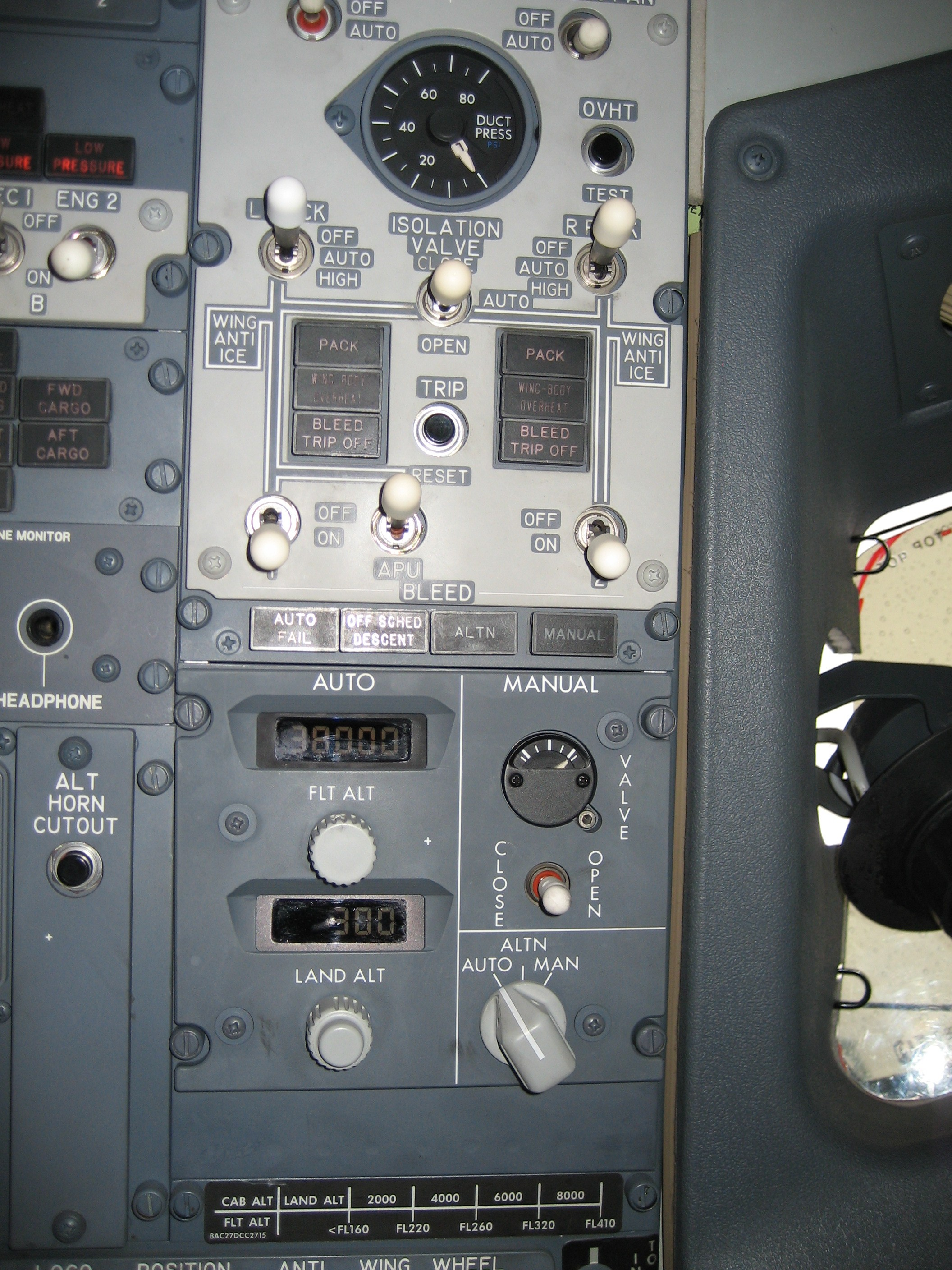
Kabinendruck- und Zapfluftsteuerungen an einer Boeing 737-800

Luftfahrtbehörden wie die Federal Aviation Administration (FAA) verlangen von den Herstellern den Nachweis, dass die Kabinenluft in Flugzeugen für Flugzeugbesatzungen und Passagiere frei von schädlichen oder gefährlichen Konzentrationen von Gasen und Dämpfen ist. Zum Beispiel müssen in den USA zugelassene Flugzeuge gemäß FAA-Standard so konstruiert sein, dass sie mindestens 0,25 Kilogramm pro Minute und Insasse an sauberer Frischluft liefern, eine Belüftungsrate, die mit anderen öffentlichen Räumen vergleichbar ist.
Die meisten der heutigen Belüftungssysteme für große Transportflugzeuge bieten eine Mischung aus einerseits Frischluft oder Triebwerkszapfluft und andererseits Umluft. Die Mischung dieser beiden Zufuhrarten beträgt etwa 50 Prozent, kann aber je nach Flughöhe und Leistungseinstellung variieren. Die meisten Flugzeuge verwenden für die Kabinenluft HEPA-Filter (High Efficiency Particulate), die 99,97 Prozent der Partikel entfernen.
Die FAA hat keine eigene Definition für sogenannte fume events (Rauchgasereignisse), Fluggesellschaften sind jedoch unter FAA-Regulierung verpflichtet, Service Difficulty Reports (SDRs) einzureichen, wenn Rauch, Dämpfe oder schädliche Gerüche in das Cockpit oder die Passagierkabine eindringen. Im Jahr 2018 führten US-Fluggesellschaften mehr als 12 Millionen Flüge durch. Die SDR-Datenbank der FAA zeigt in diesem Zeitraum 232 Meldungen von Rauchgasereignissen.

### Europäische Agentur für Flugsicherheit
Die Europäische Agentur für Flugsicherheit (EASA) hat 2017 zwei Studien zur Qualität von Kabinenluft veröffentlicht.
In der ersten Studie wurden, nach der Festlegung geeigneter und zuverlässiger Messmethoden für Luftverunreinigungen in Flugzeugen, auf einer Reihe von kommerziellen Flügen Messungen während des Fluges durchgeführt. Die Ergebnisse zeigten, dass die Luftqualität in der Kabine und im Cockpit ähnlich oder besser ist, als in normalen Innenräumen wie Büros, Schulen, Kindergärten oder Wohnungen. Grenz- und Richtwerte für die zulässige Exposition am Arbeitsplatz wurden nicht überschritten.
In der zweiten Studie wurde die chemische Zusammensetzung einiger Turbinentriebwerksöle für Verkehrsflugzeuge charakterisiert. Dabei wurde auch die toxische Wirkung jener Bestandteile (einschließlich Pyrolyseabbauprodukte) charakterisiert, die in die Kabinenluft gelangen können. Sie kam zu dem Schluss, dass Stoffe mit Wirkung auf das Zentrale Nervensystem vorhanden sind, dass deren Konzentration jedoch bei intakter Lungenbarriere zu gering ist, um eine Gefahr für den Menschen darzustellen.
Im Zusammenhang mit der Veröffentlichung dieser beiden Studien erklärte die EASA 2017 in einer Pressemitteilung, dass die in den letzten Jahrzehnten durchgeführten Forschungen und wissenschaftlichen Überprüfungen ergeben haben, dass ein kausaler Zusammenhang zwischen der Exposition gegenüber Schadstoffen in der Kabinen- bzw. Cockpitluft und den damit in Verbindung gebrachten Gesundheitsproblemen, unwahrscheinlich ist.

## Bundesstelle für Flugunfalluntersuchung
Die Bundesstelle für Flugunfalluntersuchung (BFU) hat zu derartigen Vorfällen im Jahr 2014 eine Abhandlung veröffentlicht. Zu Beginn des Beobachtungszeitraums 2004 wurden 40 Vorfälle gemeldet. Während des Beobachtungszeitraum stieg die Zahl der jährlich gemeldeten Fälle auf 175 im Jahr 2013 an.